# Pudítko

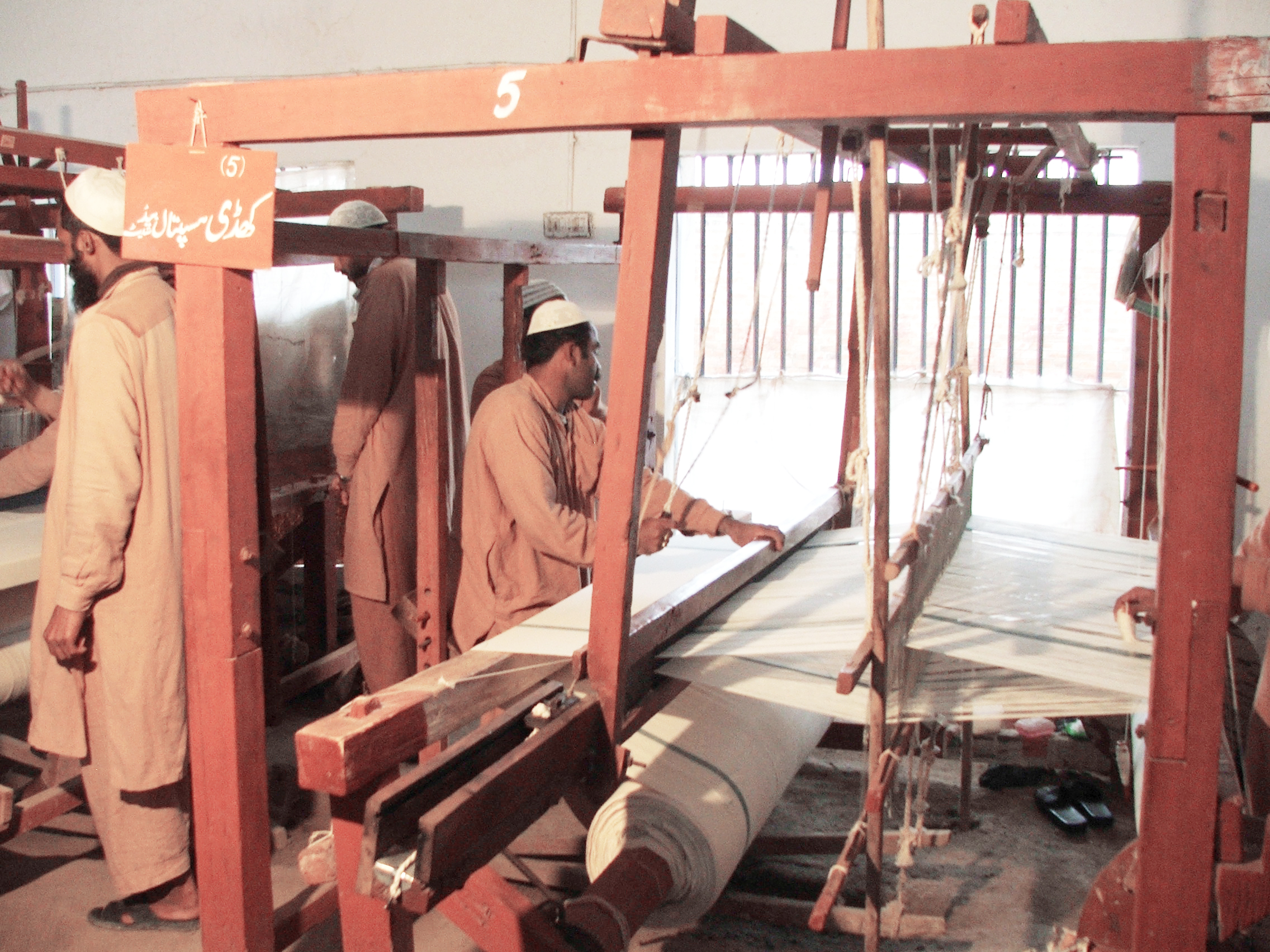
Obsluha ručního stavu s létajícím člunkem (tkalcovna v pákistánské věznici v roce 2010)

Pudítko (angl.: picker, něm.: Treiber) je pracovní element prohozního ústrojí s tzv. létajícím člunkem na ručním tkalcovském stavu. 

## Funkce prohozního ústrojí a pudítka
S prohozním ústrojím se zanáší útek střídavě z pravé a levé strany mezi osnovní niti s pomocí člunku s cívkou, ze které se útková nit odvíjí. Na obou stranách stavu je umístěn člunečník, vodorovné korýtko, ve kterém začíná a na druhé straně končí prohoz člunku. V člunečníku se pohybuje pudítko - vodič z kůže nebo z textilních materiálů přizpůsobený tvaru člunku, ovládaný s pomocí šňůry (zvané cukátko) lidskou rukou. Prudkým trhnutím za šňůru se uvádí přes pudítko člunek do pohybu a přistává v pudítku protějšího člunečníku.
(Uprostřed snímku vpravo je člunečník s pudítkem, který ovládá tkadlec tahem šňůry v pravé ruce).
Prohozní ústrojí s létajícím člunkem vynalezl Angličan John Kay v roce 1733. V Čechách byly stroje s tímto systémem v provozu asi od začátku 19. století.